# Deutsche Kriegsgräberstätte Sebesh

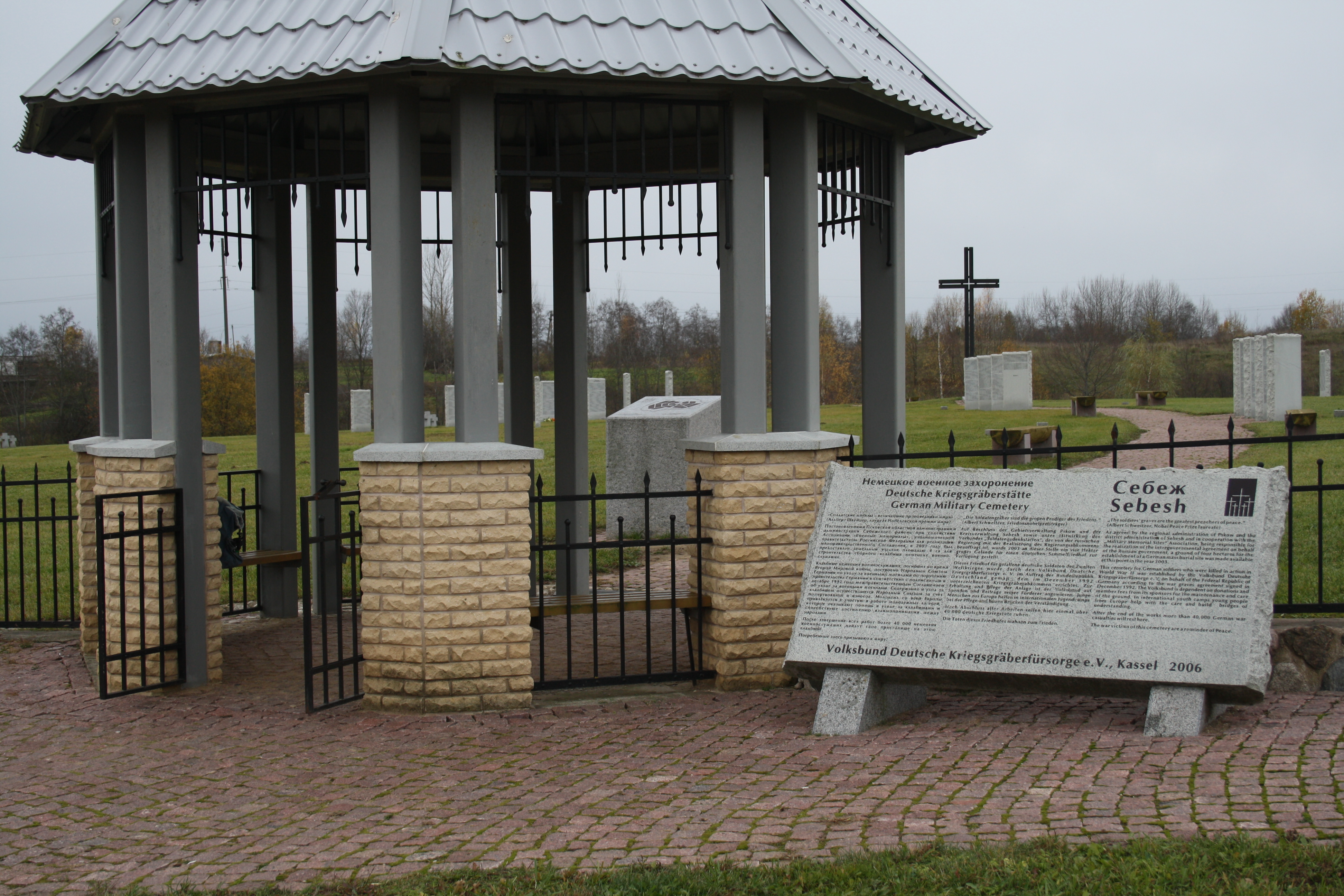
Deutsche Kriegsgräberstätte Sebesh – Hinweistafel.

Die Deutsche Kriegsgräberstätte Sebesh  liegt 150 Kilometer südlich der Oblasthauptstadt Pskow und einige Kilometer nordöstlich von Sebesh und ist ein Sammelfriedhof für deutsche Kriegsgefallene des Zweiten Weltkriegs aus dem Vormarsch von 1941 und dem Rückzug 1944 in Russland im Gebiet Pskow – Welikije Luki – Opotschka – Newel mit einer Kapazität von 40.000 Gräbern.

## Lage
Von der Gebietsstadt Pskow über Opotschka in Richtung Sebesh, circa sechs Kilometer vor Sebesh, am nördlichen Rand der Siedlung Michelewschina, direkt an der Straße Sebesh-Opotschka.

## Anlage

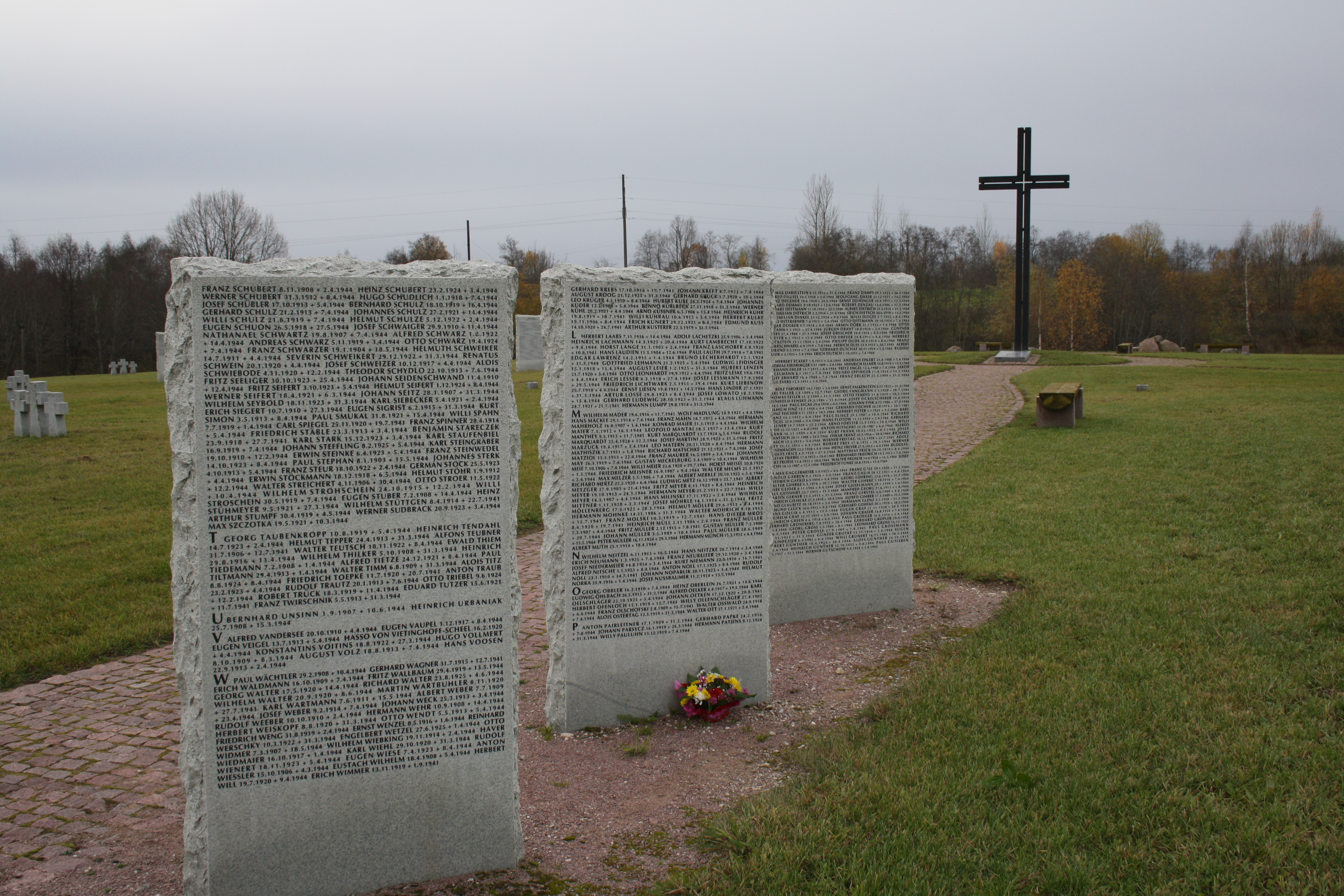
Deutsche Kriegsgräberstätte Sebesh: Stelen mit den Namen der identifizierten Toten

Der Friedhof wurde am 8. September 2007 eingeweiht. Von einem Parkplatz geht es durch einen überdachten Eingang einen granitgepflasterten Weg entlang. Dieser führt zu einem metallenen Hochkreuz. Im Gelände befindet sich ein Teich. Die Gräberblöcke sind mit Symbolkreuzgruppen gekennzeichnet. An den Gräberblöcken stehen Natursteinstelen. Auf diesen sind die Namen der 11.205 (Stand 2012) identifizierten Toten alphabetisch aufgeführt. Die nicht zu bergenden Toten sind in einem Gedenknamensbuch aufgeführt. Bis Ende 2012 konnten 29.600 Tote bestattet werden.